# エメリー・デ・フォーレスト
エメリー・シャルロット＝ヴィクトリア・デ・フォーレスト（Emmelie Charlotte-Victoria de Forest, 1993年2月28日 - 、出生名:エメリー・エングストローム Emmelie Engström）は、デンマークの歌手である。

## 来歴
デンマーク人の母親とスウェーデン人の父親との間に生まれ、9歳の頃より歌唱を始める。14歳のときにスコットランド人の音楽家Fraser Neillと共に数多くの音楽祭などの文化イベントに参加する。2011年に音楽教育を受けるためにMariagerからコペンハーゲンに移住する。
ユーロビジョン・ソング・コンテスト2013のデンマーク代表選考において、他の9アーティストと共に決勝に出場した。2013年1月26日、国内決勝において優勝を果たし、参加曲「Only Teardrops」がデンマーク代表曲に選出された。
同年3月にUniversal Musicと契約を結び、4月14日、デビュー・アルバム『Only Teardrops』が、ユーロビジョン・ソング・コンテスト本戦の1週間前にあたる5月6日に発売されることを明らかにした。アルバムには代表曲「Only Teardrops」を含む12の楽曲が収録される。
5月にはデンマーク代表としてスウェーデン・マルメで開催されたユーロビジョン・ソング・コンテスト2013で優勝を果たした。

## 私生活
スウェーデン人の父親とデンマーク人の母親との間に生まれる。彼女の父親は後にモーリス・アーノルド・デ・フォーレストの息子であることを主張して姓を「デ・フォーレスト」と改めるが、この主張の真実性は明らかではない。モーリス・アーノルド・デ・フォーレストはオスマン帝国の宮廷と契約していたアメリカ人曲芸師夫婦の息子だったが、幼い頃に両親と死別し孤児院で暮らしていた。しかし当時ヨーロッパ有数の富豪（銀行家）だったオーストリアの男爵夫妻の養子となり、成人後はカーレーサーからイギリスの政治家に転身し、後年その経歴を買われリヒテンシュタイン公国の外交顧問・伯爵になった人物である。。

### 英王族との関係
ユーロビジョンのデンマーク代表選考であるMGPに参加した際、自身について「フルネームはエメリー・シャルロット＝ヴィクトリア・デ・フォーレストであり、自分の高祖母はイギリスのヴィクトリア女王である」と話した。ヴィクトリア女王の子孫であるとする主張は、当初マーケティング戦略の一環として使用されたが、後に主張の正当性に疑問が呈されるようになると、デンマーク放送協会はこの戦略を使わなくなった。

## ディスコグラフィー

### アルバム
| アルバム       | 詳細                                                                                          | チャート順位 |
| アルバム       | 詳細                                                                                          | DEN          |
| -------------- | --------------------------------------------------------------------------------------------- | ------------ |
| Only Teardrops | - 発売日: 2013年5月6日 - 発売元: Universal Music Denmark - 形式: CD, CD/DVD, Digital Download | ４           |
| History        | - 発売日:2018年2月9日 - 発売元: Cosmos - 形式: Digital download                               |              |
| Into The Moon  | - 発売日:2025年4月25日                                                                        |              |

### シングル
| 年     | シングル         | チャート順位 | 収録アルバム   |
| 年     | シングル         | DEN          | 収録アルバム   |
| ------ | ---------------- | ------------ | -------------- |
| 2013年 | "Only Teardrops" | 2            | Only Teardrops |